# Gare de Montpon-Ménestérol
Gare de Montpon-Ménestérol – stacja kolejowa w Montpon-Ménestérol, w departamencie Dordogne, w regionie Nowa Akwitania, we Francji. Została otwarta w 1857 przez Compagnie du chemin de fer de Paris à Orléans. Obecnie jest zarządzana przez SNCF (budynek dworca) i przez RFF (infrastruktura).
Stacja jest obsługiwana przez pociągi Intercités i TER Aquitaine.

## Położenie
Stacja położona jest na linii Coutras – Tulle, w km 23,932 pomiędzy stacjami Saint-Seurin-sur-l'Isle i Mussidan.

## Historia
Stacja Terrasson została otwarta 17 września 1860 przez Compagnie du Chemin de fer de Paris à Orléans (PO).

## Linie kolejowe
- Coutras – Tulle